# Miradouro do Facho

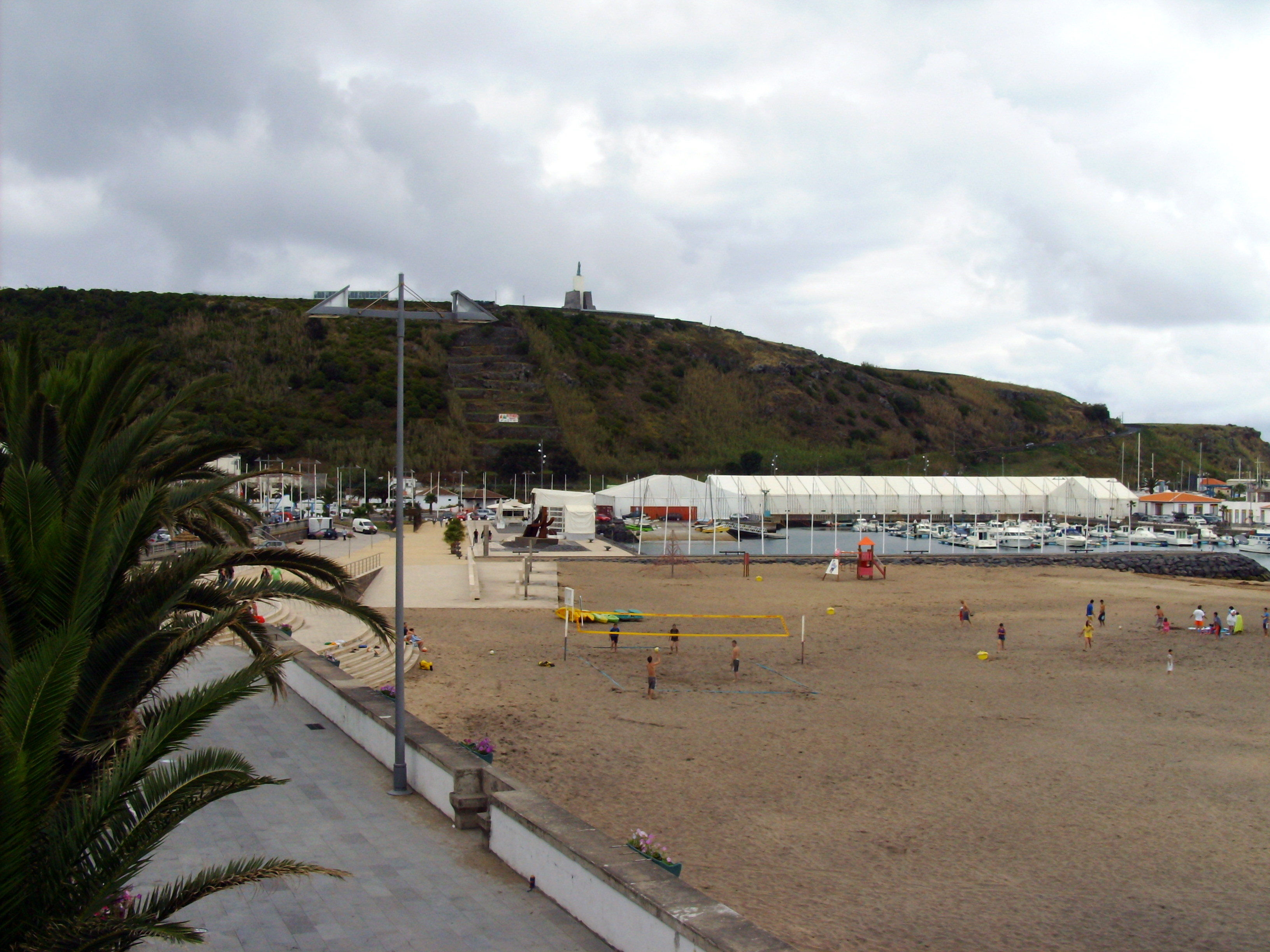
Marina de Praia da Vitória: ao fundo o miradouro do Facho.

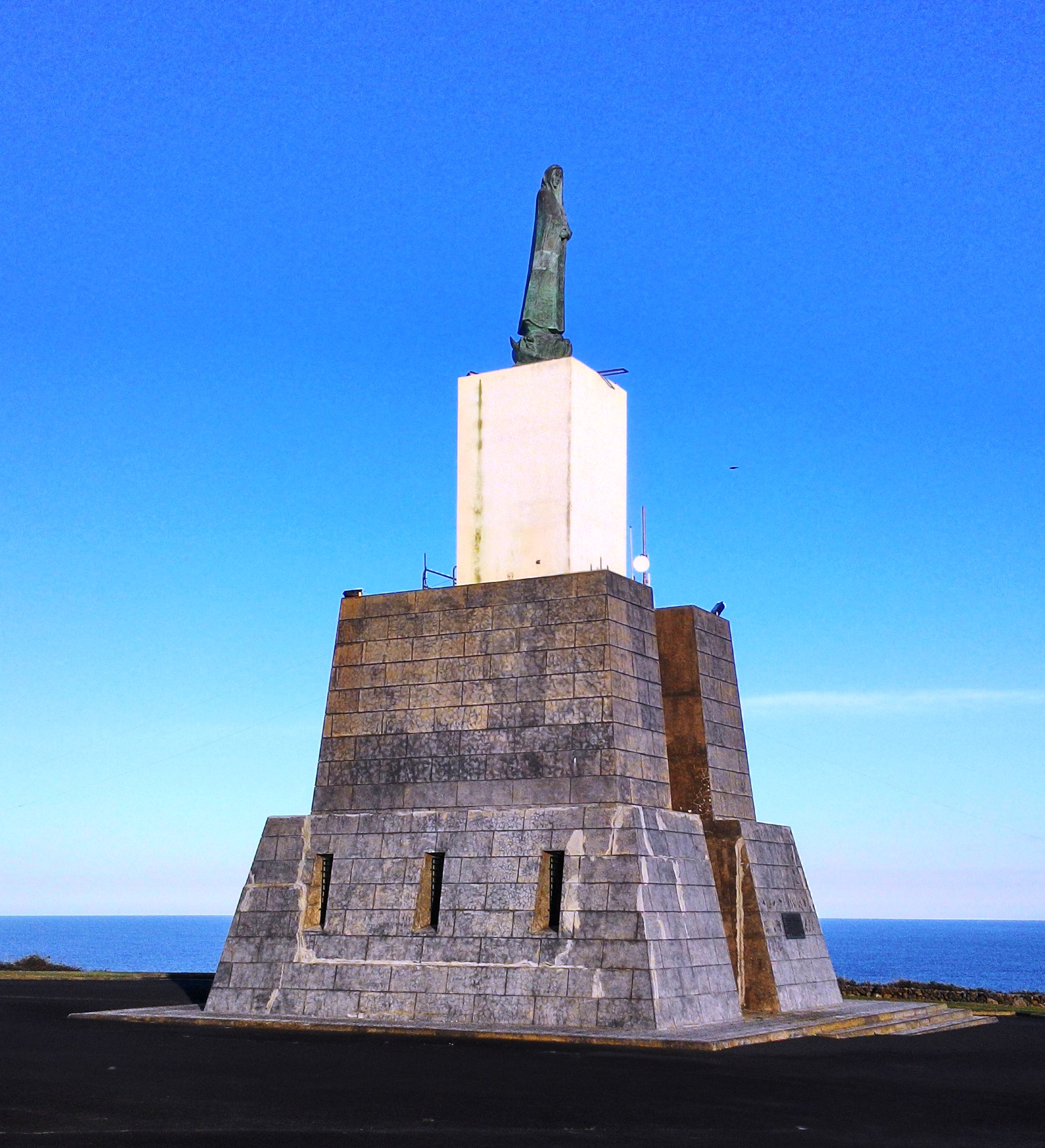
Miradouro do Facho: monumento em homenagem ao Imaculado Coração de Maria.

O Miradouro do Facho localiza-se na serra do Facho (prolongamento da serra de Santiago), na cidade e município de Praia da Vitória, na ilha Terceira, Região Autónoma dos Açores, em Portugal.
O seu nome advém do fato de, primitivamente, neste ponto ter sido mantida uma fogueira, acesa todas as noites, com a função de farol de aviso à navegação.
Encontra-se assinalado como "11 Faxo" na "Planta da Bahia da Villa da Praia" (1805).
Durante a Guerra Civil Portuguesa (1828-1834), aqui na Serra do Facho, como no Pico do Capitão (Porto Martim), no Pico das Cruzes (São Sebastião), no Pico das Contendas (São Sebastião) e no Monte Brasil (Angra do Heroísmo), foi restabelecido pelos Liberais o antigo sistema de fachos (sinais de bandeiras em mastros em cruz), que foi evoluindo ao ponto de ser capaz de enviar mais de 60 mensagens diferentes em meados do século XIX.
O miradouro abriga o Monumento do Imaculado Coração de Maria, padroeira da cidade, iniciado em 1983 e inaugurado em 31 de dezembro de 1999. A estátua de bronze, de autoria do escultor micaelense Álvaro Raposo de França, possui 6 metros de altura, instalada sobre um pedestal de 16 metros de altura.
Acedido por uma escadaria na encosta pelo lado da cidade (dez minutos de subida pedonal) ou pela estrada, de seu alto descortina-se uma magnifica vista panorâmica sobre a cidade e seu entorno, desde a Serra do Cume até ao areal da baía da Praia da Vitória.